# Fidel LaBarba
Fidel LaBarba (n. 29 septembrie 1905, New York City, New York, SUA – d. 3 octombrie 1981, Los Angeles, California, SUA) a fost un boxer ce a reprezentat Statele Unite ale Americii, medaliat olimpic. A participat la o ediție a Jocurilor Olimpice (1924) în care a câștigat o medalie de aur.

## Participări
Lista de mai jos prezintă principalele competiții la care a participat Fidel LaBarba de-a lungul carierei.
- boxe aux Jeux olympiques d'été de 1924 – poids mouches hommes[*]